# Sergej Garbuzov
Sergej Aleksandrovič Garbuzov (in russo Сергей Николаевич Гарбузов?; Mosca, 13 gennaio 1974) è un ex pallanuotista russo, vincitore di una medaglia d'argento alle olimpiadi di Sydney 2000 e di una medaglia di bronzo ad Atene 2004.